# Шампель

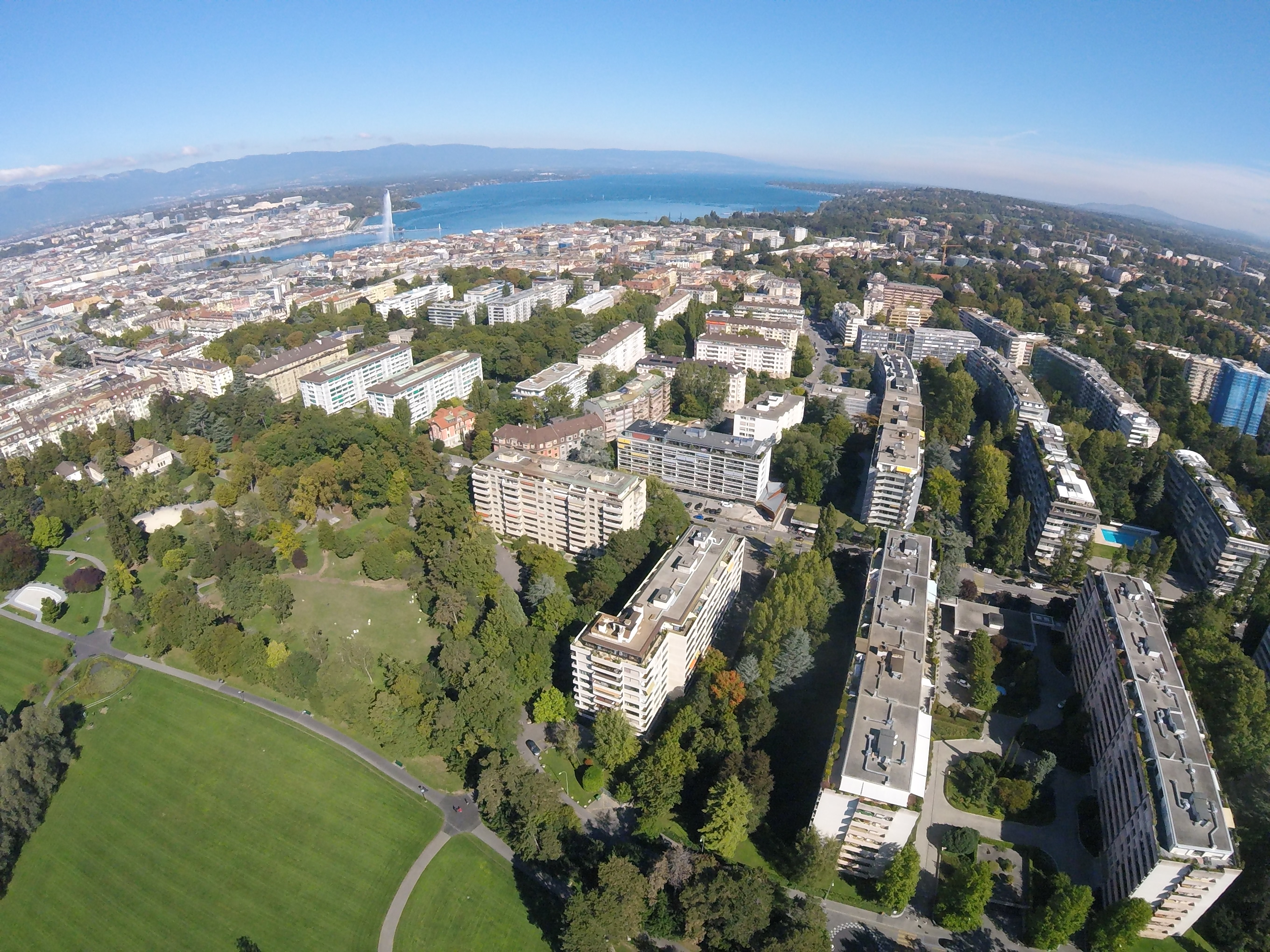
Шампель, аэроснимок

Шампель (фр. Champel) — элитный спальный район в швейцарском городе Женева. Находится на возвышенности недалеко от русской православной церкви и Старого Города. Главная улица Шампеля — улица Флориссан также является одной и из самых длинных улиц в Женеве.
В этом районе имеется обширный парк и развитая инфраструктура. Парк был подарен городу семьей Бертран и теперь называется парк Бертран. Недалеко от парка осталась разрушенная крепость, которая стоит на обрыве, оттуда открывается вид на гору Салев и на реку Арв.

## Достопримечательности
- На одном из холмов Шампеля 27 октября 1553 года был сожжен Мигель Сервет, в память о чём в 1909 году был поставлен памятник.
- Неоготическая Шампельская башня, откуда открывается вид на Арв.
- Парк Бертран
- Университетский городок